# Lyces vulturata
Lyces vulturata là một loài bướm đêm thuộc họ Notodontidae. Nó được tìm thấy ở high-altitudes in Peru
It is involved in Müllerian mimicry with the arctiid Crocomela flammifera.